# Falculopsis grandirena
Falculopsis grandirena là một loài bướm đêm trong họ Geometridae.